# Pak Hon-yong
Pak Hon-yong, född 28 maj 1900 i Yesan-gun, avrättad i december 1956 (?) i Pyongyang, var en koreansk kommunistisk politiker.
Under det japanska koloniala styret av Korea grundade han Koreas kommunistiska parti 1925, men partiet upplöstes av de japanska myndigheterna och Pak sattes i fängelse i tre år. När han släpptes fri 1928 begav han sig till Sovjetunionen där han stannade tills 1933 då han reste till Shanghai. Pak arresterades dock av japanerna i Shanghai och satt sedan i fängelse fram till 1939. Under andra världskriget levde Pak ett stilla liv för att undvika fler fängelsevistelser.
Efter krigsslutet framträdde Pak åter i politiken och i september 1945 återupplivade han det koreanska kommunistpartiet i Seoul och blev dess ordförande. Pak ådrog sig dock den amerikanska ockupationsmaktens misstänksamhet och 1946 flydde han till den sovjetkontrollerade norra delen av Korea för att undvika arrest. När Demokratiska folkrepubliken Korea grundades 1948 blev han utnämnd till vice premiärminister och utrikesminister och följande år blev han utsedd till vice ordförande i Koreas arbetarparti.
Kim Il-sung hyste dock misstankar mot Pak Hon-yong och omedelbart efter det att stilleståndsavtalet i Koreakriget undertecknats 1953 arresterades Pak anklagad för förräderi och spionage. 1955 ställdes han inför rätta och dömdes i december samma år till döden. Han avrättades troligen året därpå.